# Tanvir Islam
Tanvir Islam (bengalisch তানভীর ইসলাম; * 25. Oktober 1996 in Wazirpur, Bangladesch) ist ein bangladeschischer Cricketspieler, der seit 2023 für die bangladeschische Nationalmannschaft spielt.

## Aktive Karriere
Tanvir gab sein First-Class-Debüt für Barisal Division (Cricketteam) in der Saison 2017/18. Dort konnte sich etablieren und ragte unter anderem bei einer Tour für das Nachwuchsteams Bangladeschs gegen die irische A-Nationalmannschaft im Februar 2021 heraus. Nach weiteren guten Leistungen im nationalen bangladeschischen Cricket wurde er im März 2023 in der Twenty20-Serie gegen England berufen, wobei er dann sein Nationalmannschafts-Debüt gab. Zunächst hatte er nur vereinzelte Einsätze, wurde dann jedoch für den ICC Men’s T20 World Cup 2024 normiert.